# Ilan Goldfajn

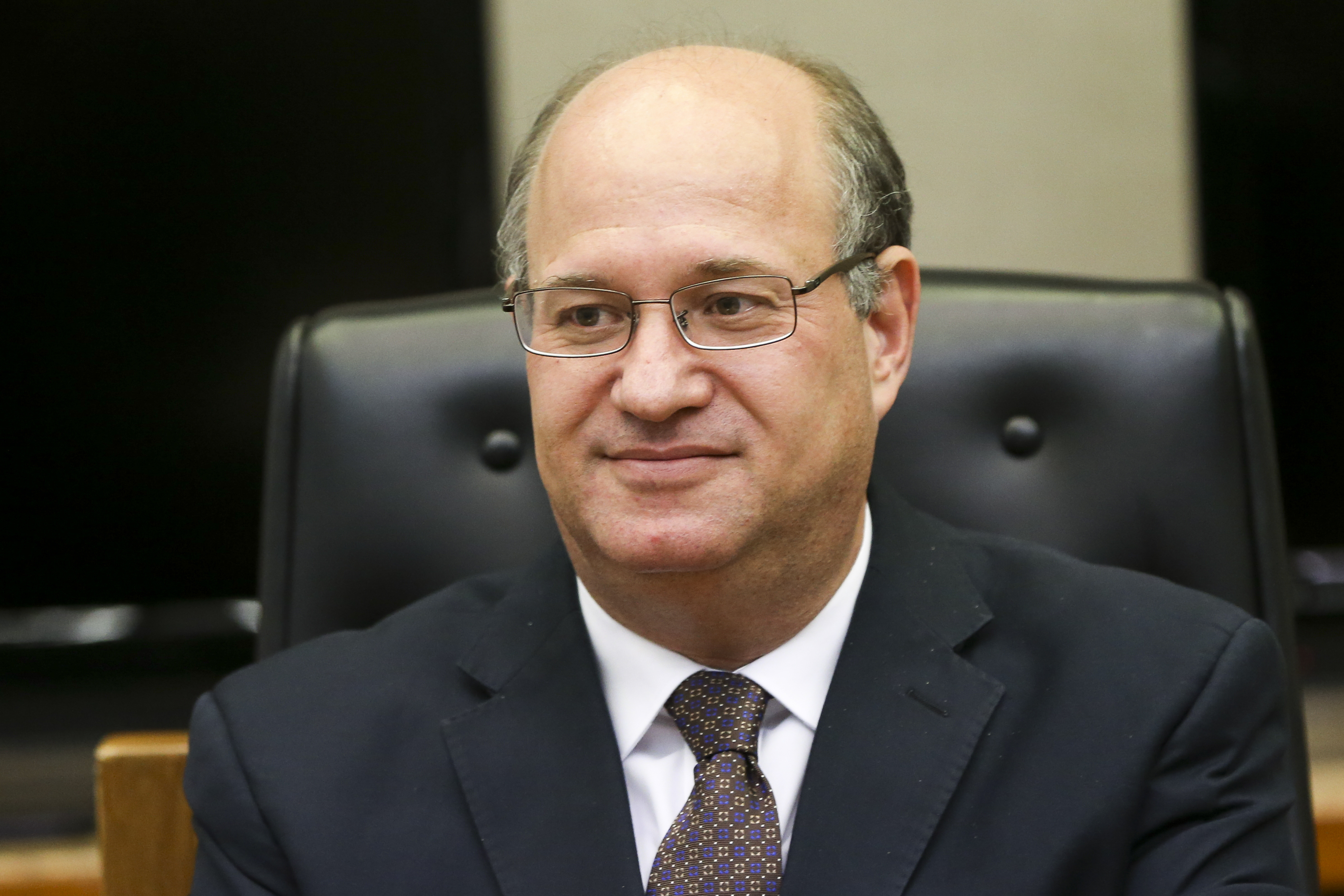
Ilan Goldfajn (2016)

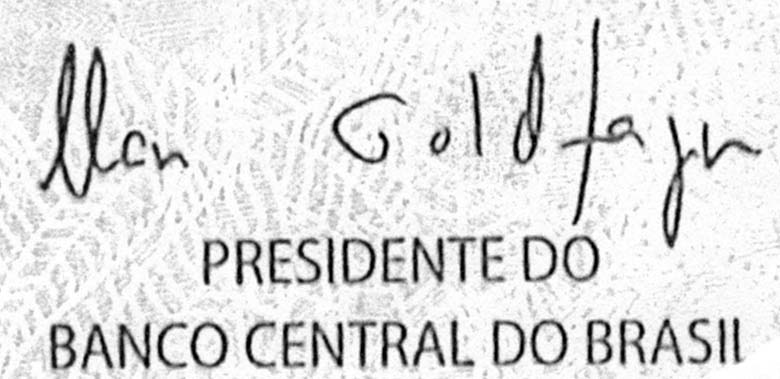
Signatur auf der 10-Reais-Banknote.

Ilan Goldfajn (geboren 12. März 1966 in Haifa) ist ein israelisch-brasilianischer Volkswirtschaftler und Hochschullehrer. Vom 9. Juni 2016 bis zum 28. Februar 2019 amtierte er als Präsident der Zentralbank von Brasilien. Seit Ende 2022 ist er Präsident der Interamerikanischen Entwicklungsbank.

## Leben
Der in Haifa geborene Ilan Goldfajn besuchte in Rio de Janeiro zunächst das Colégio Israelita Brasileiro A. Liessin. Er schloss 1988 ein Studium der Wirtschaftswissenschaften an der Universidade Federal do Rio de Janeiro (UFRJ) ab, dem ein Magister 1991 an der Pontifícia Universidade Católica do Rio de Janeiro (PUC-Rio) folgte. 1995 erhielt er seinen Ph.D. (Doktortitel) über On Public Debt and Exchange Rate an der Sloan School of Management am Massachusetts Institute of Technology (MIT).
Seine akademische und wirtschaftspolitische Karriere begann 1995, als er Assistenzprofessor an der Brandeis University in Waltham, Massachusetts, wurde. Ab 1996 bis Januar 1999 folgte eine Position als Wirtschaftswissenschaftler beim Internationalen Währungsfonds (IWF). Von Februar 1999 bis April 2009 war er Assistenzprofessor der Fakultät für Wirtschaft der Pontifícia Universidade Católica do Rio de Janeiro. Er hatte Beraterposten bei der Weltbank, dem IWF, internationalen und brasilianischen Banken. Von September 2000 bis Juli 2003 leitete er als Direktor den Bereich Wirtschaftspolitik der brasilianischen Zentralbank. Er war von April 2009 bis Mai 2016 Chefvolkswirt und Gesellschafter der Itaú Unibanco, bevor ihn der Finanzminister Henrique Meirelles, der mit ihm bereits einige Jahre zuvor zusammengearbeitet hatte, am 12. Mai 2016 zum Zentralbankchef innerhalb der neuen Regierung von Michel Temer berief. Am 9. Juni 2016 löste er seinen Amtsvorgänger Alexandre Tombini ab.
Dem nachfolgenden Kabinett des neuen Präsidenten Jair Bolsonaro gehörte er vom 1. Januar 2019 bis zum 28. Februar 2019 ebenfalls an, bevor er von Roberto de Oliveira Campos Neto abgelöst wurde.
Goldfajn ist mit der Wirtschaftskrise in Brasilien ab 2014 konfrontiert. Im März 2017 äußerte er, „die Senkung der Inflationsrate sei bereits weit in der Wirtschaft verbreitet“.
Mit Beginn am 19. Dezember 2022 ist er Präsident der interamerikanischen Entwicklungsbank.

## Schriften (Auswahl)
Neben seinen wissenschaftlichen Beiträgen schrieb Goldfajn auch für den O Estado de São Paulo.
- mit Taimur Baig: Financial market contagion in the Asian crisis. In: Internationaler Währungsfonds: IMF staff papers, Band 46, 1. Juni 1999, Nr. 2, S. 167–195.
- mit Eliana Cardoso: Capital flows to Brazil. The endogeneity of capital controls.  In: Internationaler Währungsfonds: IMF staff papers, Band 45, 1. März 1998, Nr. 1, S. 161–202.
- mit Gino Olivares: Can flexible exchange rates still „work“ in financially open economies? United Nations Conference on Trade and Development, Center for International Development, Harvard University. United Nations, New York/Geneva 2001.
- Há razões para duvidar de que a dívida pública é sustentável? (= Notas Técnicas do Banco Central do Brasil; 25). Brasília Juli 2002. ISSN 1519-7212.
- mit Poonam Gupta: Does monetary policy stabilize the exchange rate following a currency crisis? In: Internationaler Währungsfonds: IMF staff papers, Band 50, 1. Januar 2003, Nr. 1, S. 90–114.
- mit Eduardo Refinetti Guardia: Fiscal Rules and Debt Sustainability in Brazil. (= Notas Técnicas do Banco Central do Brasil; 39). Brasília Juli 2003. ISSN 1677-4205.
- mit André Minella, Paulo Freitas, Marcelo Kfoury Muinhos: Inflation targeting in Brazil: Constructing credibility under exchange rate volatility. (= Banco Central do Brasil: Working Paper Series; 77). Brasília Juli 2003. ISSN 1518-3548.
- mit Luis Felipe Céspedes, Phil Lowe, Rodrigo Valdés: Policy responses to external schocks: The experience of Australia, Brazil and Chile. In: Banco Central do Chile: Economía Chilena, Band 8, Nr. 2, August 2005.
- Francesco Giavazzi, Ilan Goldfajn, Santiago Herrera (Hrsg.): Inflation targeting, debt and the Brazilian experience, 1999 to 2003. MIT Press, Cambridge, MA 2005, ISBN 0-262-27378-0.
- mit André Minella: Capital Flows and Controls in Brazil: What Have We Leamed? In: Sebastian Edwards: Capital controls and capital flows in emerging economies. Chicago University Press, 2007, ISBN 0-226-18497-8, S. 349–420.